# 9. konjeniški polk (Italija)
9. konjeniški polk Lancieri di Firenze (izvirno italijansko 9º Reggimento di Cavalleria di linea) je bil konjeniški polk (Kraljeve sardinske in Kraljeve) Italijanske kopenske vojske.